# Charles Voillemot
André-Charles Voillemot, född den 9 eller 13 december 1823 i Paris, död den 9 april 1893, var en fransk målare.
Voillemot, som var elev till Drolling, gjorde sig ett namn genom sina porträtt och sina allegoriserande motiv, utförda med en synnerligen delikat kolorit. Han debuterade på 1849 års salong med en Phoebe, medverkade sedan vid ett stort antal salonger. 